# Eketrägatan
Eketrägatan är en gata med en kombinerad spårvagnshållplats och bussterminal i stadsdelen Kyrkbyn på Hisingen i Göteborg. Gatan fick sitt namn 1929 och är uppkallad till minne av den adliga ätten Eketrä, som från 1700-talet till 1875 ägde godset Västra Pilegården, som då låg där gatan ligger idag. Gatan, som är 950 m lång, går från spårvagns- och busshållplatsen söderut förbi Kyrkbytorget.
Spårvagnshållplatsen trafikeras av spårvagnslinjerna 5, 6 och 10 på väg från Göteborgs centrum mot Länsmansgården och Biskopsgården. Bussterminalen är ändhållplats för Stombusslinje 21 och flera andra linjer. Vid bussterminalen finns en pressbyrå.

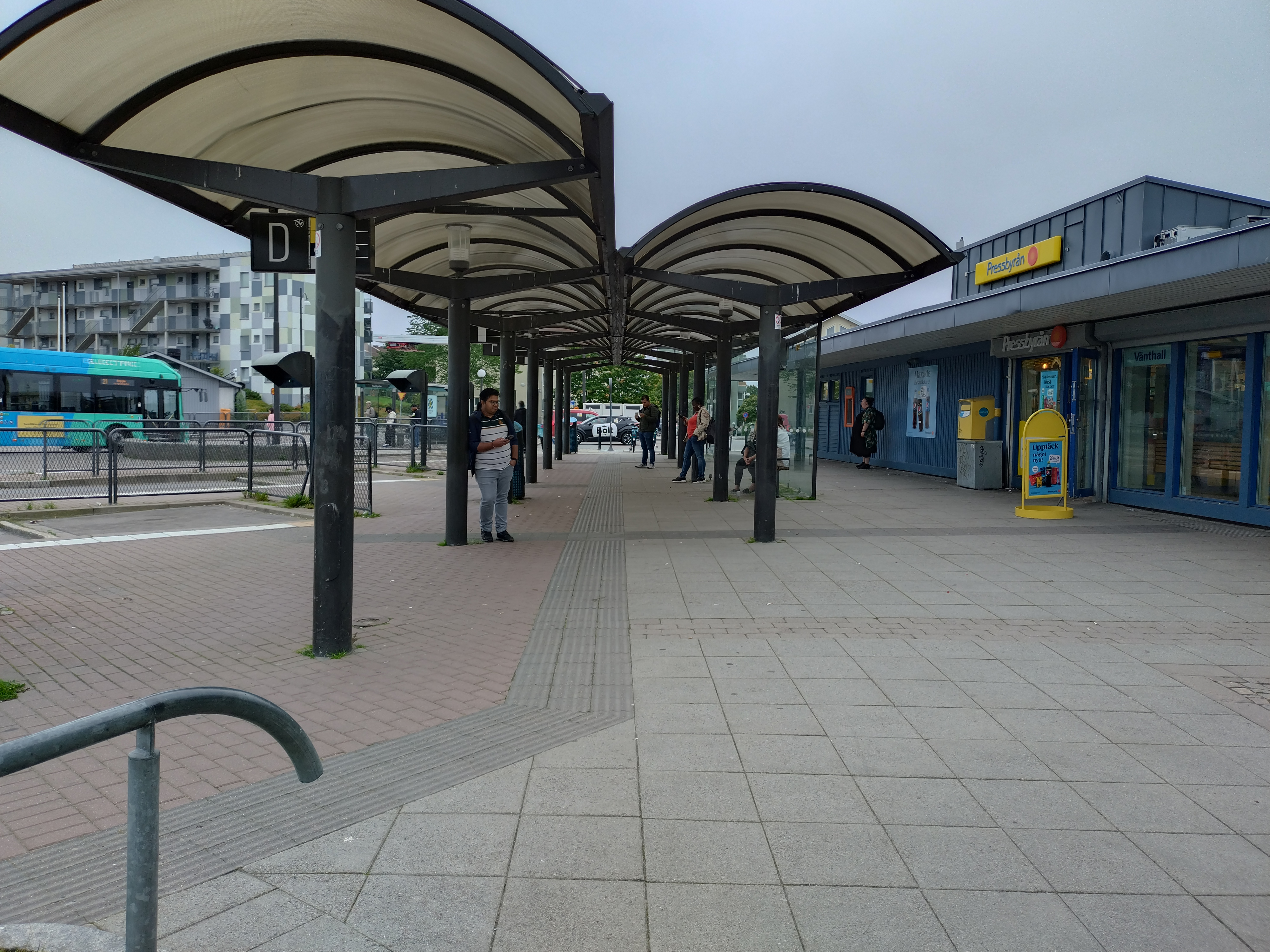
Eketrägatans busshållplats

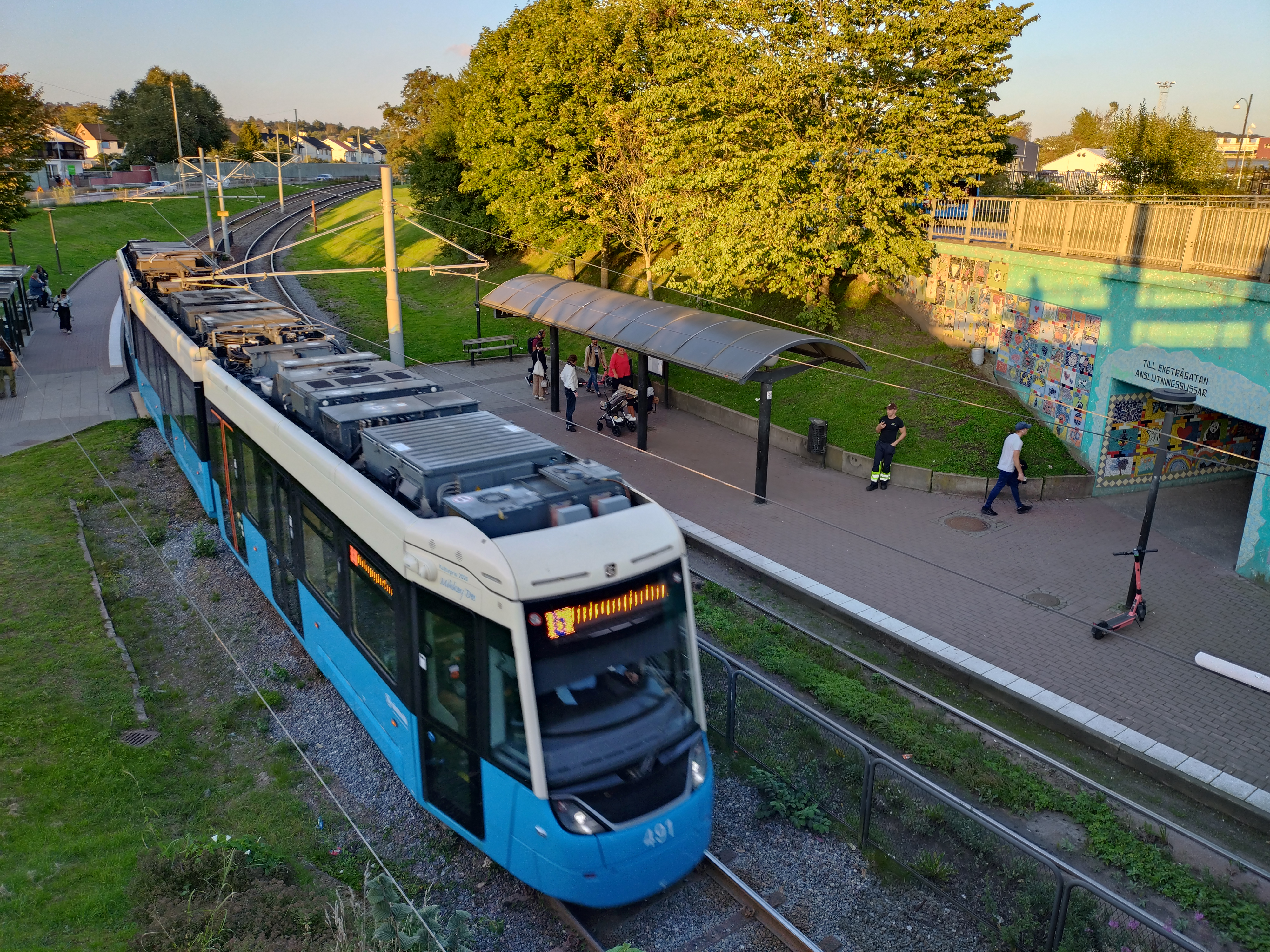
Eketrägatans spårvagnshållplats

Tidigare var det också här som den numera nerlagda spårvägen Bräckelinjen svängde av söderut. Denna lades ner 1968 och revs i etapper under 1980-talet, men banvallen finns kvar nästan opåverkad, och i den nu gällande översiktsplanen för Göteborgs stad planeras en återuppbyggnad av banan. En liten stump av spåret återstår och fungerar som halkövningsbana för spårvagnarna.